# Edmundo Méndez
Edmundo Méndez (Quito, 5 de dezembro de 1968) é um ex-futebolista equatoriano que atuava como defensor.

## Carreira
Edmundo Méndez integrou a Seleção Equatoriana de Futebol na Copa América de 1997.